# ماديسون كيني
ماديسون كيني (ولدت في 23 مايو 1996) هي لاعبة غطس أسترالية حائزة على ميداليتين أولمبيتين، حيث فازت بالميدالية البرونزية في الألعاب الأولمبية الصيفية 2016 في ريو دي جانيرو والميدالية الفضية في الألعاب الأولمبية الصيفية 2024 في باريس. كما فازت بميداليات ذهبية في 2017 وبطولة العالم للألعاب المائية 2019 وألعاب الكومنولث 2022، وميداليات فضية في 2014 و2018 وألعاب الكومنولث 2022.